# Maria Overlander
Maria Overlander van Purmerland (Amsterdam, 24 juni 1603 - 27 januari 1678) was vrijvrouwe van de vrije en hoge heerlijkheid van Purmerland en Ilpendam.
Maria Overlander werd geboren als dochter van Volckert Overlander en Geertruid Hooft. Het geslacht Overlander behoorde tot de Amsterdamse regentenklasse. Haar vader werd in 1620 door Jacobus I van Engeland tot ridder verheven. Op 27-jarige leeftijd huwde Maria met Frans Banninck Cocq. Haar door een onbekende schilder geschilderd huwelijksportret bevindt zich in het Stedelijk Museum Prinsenhof te Delft. Uit dit huwelijk werden geen kinderen geboren. Het echtpaar bewoonde het grachtenpand De Dolphijn, en het slot Ilpenstein. Maria Overlanders grafkapel bevindt zich in de Oude kerk te Amsterdam.
Jan Vos dichtte over Maria het vers Mevrouw Maria Overlander, Gemaalin van den Eed. Heer Burgermeester Kok:

Dus toont Maria zich, door 't maalen der penseelen. Begeert gy d'eedle deugdt, het loffelyk verstandt, En 't liefelyk gemoedt, drie goddelyke deelen, Die zy omhelst, te zien? zoo zoekt van Purmerlandt In geen vergulde lyst: maar by haar huisgenooten. De gaaven worden in geen schildery beslooten.

Maria Overlander werd voor een fiscaal vermogen van 87.000 gulden aangeslagen. Haar opvolgers als heren van Purmerland en Ilpendam waren haar nicht Catharina Hooft en haar neef Jacob de Graeff.